# 贾泰
贾泰，宋朝政治人物。
贾泰曾于1098年接替俞结任华亭县知县一职，1100年由孙植接任。